# Thuarea
Thuarea és un gènere de plantes de la família de les poàcies, ordre de les poals, subclasse de les commelínides, classe de les liliòpsides, divisió dels magnoliofitins.

## Taxonomia
- Thuarea involucrata
- Thuarea involuta
- Thuarea latifolia
- Thuarea media
- Thuarea sarmentosa